# رمز خيميائي

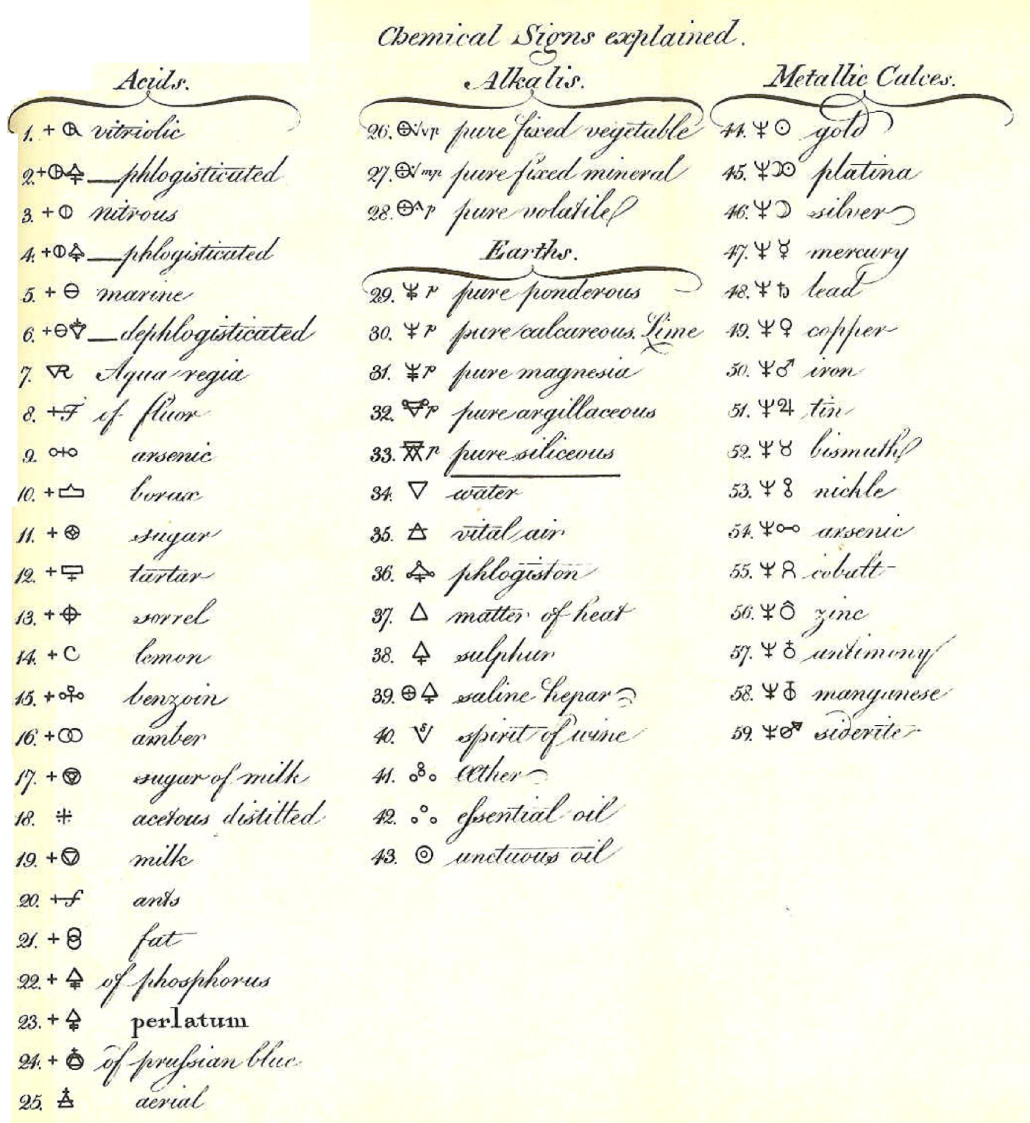
الرموز الخيميائية في مؤلَّف توربرن برغمان:Dissertation on Elective Affinities.

الرموز الخيميائية هي مجموعة من الرموز التي استخدمت من قبل الخيميائيين للإشارة إلى العناصر والمواد في الطبيعة، وذلك إلى القرن الثامن عشر، والتي جرى فيها بداية استعمال الترميز الحديث للعناصر. تجدر الإشارة إلى أنه لم يكن هناك ترميز موحد بين الخيميائيين، وأنها كانت تختلف من خيميائي إلى آخر.

## الأساسيات الثلاثة
حسب باراسيلسوس والذي عاش في الفترة بين 1493-1591، فإن هناك ثلاثة مواد أساسية (tria prima)، والتي تتكون منها المواد الأخرى وهي:
- الزئبق (الروح)
- الكبريت (النفس)
- الملح (المادة الأساسية أو الجسم)

## العناصر التقليدية الأربعة
شاعت نظرية العناصر الأربعة بشكل واسع بين الخيميائيين في حضارات عدة، ومن بين الترميزات التي استخدمت لهذه العناصر التالي:
- التراب (الأرض)
- الماء
- الهواء
- النار

## اقرأ أيضاً
- نظرية العناصر الأربعة
- نظرية العناصر الخمسة
- الخيمياء والكيمياء في العهد الإسلامي